# Дьюла (титул)

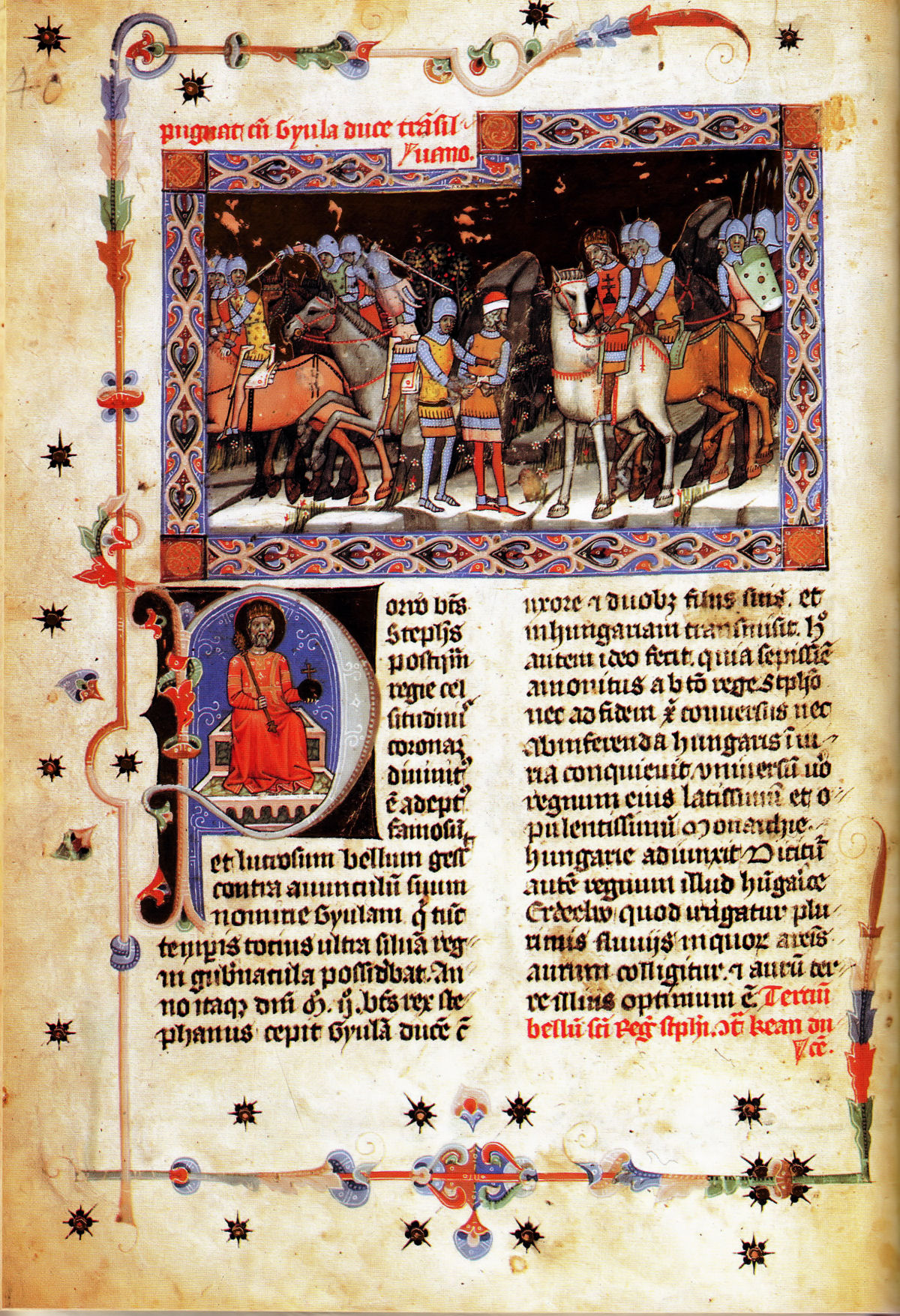
«Chronicon Pictum»: Святой Иштван побеждает Дьюлу

Согласно арабским и византийским источникам, дьюла (венг. Gyula) — это титул второго по значимости вождя федерации венгерских племён в IX—X веках. В самых ранних венгерских письменных источниках титула дьюла уже нет, а это слово используется исключительно как имя собственное.

## Дьюлав IX веке
Согласно Ибн Русте и Гардизи, венграми совместно управляли два соправителя, среди которых находящийся выше по старшинству назывался кенде или кюндю, он был номинальным властителем, а находящийся ниже — дьюла — обладал реальной властью. Предполагается, что данная система появилась у венгров под влиянием Хазарского каганата, где каган формально обладал всей полнотой власти, но не имел аппарата для навязывания своих решений, а вся реальная власть была сосредоточена в руках мелека. Всё, что известно о дьюла из мусульманских источников — так это только то, что он отвечал за военные вопросы, касающиеся федерации племён, в то время как номинальный вождь всех венгров военными делами не занимался.

## Дьюла в X—XI веках
После того, как в 896 году венгры перебрались на Среднедунайскую низменность, о дьюла упомянул византийский император Константин VII Багрянородный в своём трактате «Об управлении империей». Император подтверждает, что в 950 году дьюла был одним из двух помощников великого князя венгров, и что у каждого венгерского племени был свой собственный вождь.
Византийский автор Иоанн Скилица во второй половине XI века записал, опираясь на более древние записи, факт крещения в Константинополе в середине X века венгерского вождя Дьюла (либо венгерского дьюлы). Согласно Иоанну, Дьюла остался верным избранному пути и взял с собой епископа для миссионерской деятельности.
Написанные почти в то же время хроники «Annales Hildesheimenses» говорят, что в 1003 году «венгерский король Иштван повёл армию против своего дяди по матери, короля Дьюлы».

## Дьюлы в венгерских источниках

### «Gesta Hungarorum» анонимного автора
Анонимный автор «Gesta Hungarorum» («Деяния венгров») был первым венгерским хроникёром, составившим список семи венгерских вождей, завоевавших придунайские земли. На седьмом месте у него стоит Тетени (Тёхётём), отец Хорки, среди сыновей же Хорки упомянуты Дьюла и Зомбор (Зубор); сказано, что Зомбор был отцом младшего Дьюлы. Также повествуется, что Тетени завоевал Трансильванию у валашского властителя Гелу.

#### Генеалогическое древодьюлсогласно «Gesta Hungarorum»
```
                                     Тетени 
(Tuhutum)
 ♂
                                                │
                                      Хорка 
(Horca)
 ♂
                            ┌───────────────────┴──────────────────────┐
                   Дьюла 
(Gyyla/Geula)
 ♂                     Зомбор 
(Zubor)
 ♂
                ┌───────────┴──────────┐                               │
         Каролд
(Caroldu)
 ♀   Шарольт 
(Saroltu)
 ♀   Дьюла-младший 
(Geula/Gyla)
 ♂
                                    ∞ Геза ♂                 ┌─────────┴────────┐
                                       │               Болья 
(Bua/Biua)
 ♂  Боньха 
(Bucna)
 ♂    
                                   Иштван I ♂               │                  │
                                                        родич Маглод 
(genus Maglout)
```

### «Gesta Hunnorum et Hungarorum» Симона Кезского
Между 1280 и 1285 Симон Кезский написал хронику «Деяния гуннов и венгров», где поместил Дьюлу среди семи венгерских вождей, завоевавших Трансильванию. В отличие от анонимного автора «Деяний венгров», он пишет лишь об одном Дьюле, а не о двух.

### «Chronicon Pictum»
В «Венгерской иллюстрированной хронике» (известна также как «Chronicon Pictum») упоминаются уже три Дьюлы, однако автор плохо их различает.

#### Генеалогическое древодьюлсогласно «Chronicon Pictum»
```
                         Дьюла I ♂
                ┌──────────┴─────────┐
            
Шарольт
 ♀              
Дьюла II
 ♂
            ∞ 
Геза
 ♂                 │
                                  
Дьюла III
 ♂
```

## Кто былдьюлой
Среди историков нет единого мнения по поводу того, кто из известных исторических личностей носил титул дьюла.
Многие историки полагают, что ко времени венгерского нашествия в Центральную Европу Арпад (чьи потомки впоследствии правили Венгрией до 1301 года) был дьюлой, так как анонимные авторы венгерских хроник пишут, что именно он руководил завоеванием Среднедунайской низменности. Ряд авторов утверждает, что Арпад был кенде, а дьюлой был Курсан, чьё имя, в отличие от Арпада, можно встретить в западных текстах того времени.